# Mitre Sports International Ltd
Mitre Sports International Ltd — британская компания, старейший производитель и поставщик футбольной экипировки в мире. Штаб-квартира компании расположена в Лондоне.

## История
История компании началась в 1817 году, когда в городке Хаддерсфилде на севере Англии была основана небольшая кожевенная фабрика.
1888 год — началось массовое производство футбольных мячей. Благодаря заказам английской футбольной лиги, Mitre и Thomlinson’s of Glasgow были первыми компаниями-поставщиками. Эти фирмы убеждали покупателей, что главным конкурентным преимуществом их товара был тот факт, что их мячи не теряли форму, имели высокое качество швов и прочную кожу. Наилучшие сорта кожи брались с огузков туши коровы и шли на производство самых качественных моделей мячей. В то время как менее прочная кожа лопатки шла на производство более дешевых мячей.
1959 год — Mitre расширила свою деятельность, которая в разные периоды включала мячи, сумки и экипировку для крикета, а также спортивный инвентарь для сквоша, бадминтона, тенниса, бильярда, гольфа и фитнеса.
1966 год — мяч Mitre становится официальным мячом Английской футбольной ассоциации. В течение последующих 40 лет используются мячи Mitre.
1977 год — Мохаммед Али выступает в экипировке Mitre в своем 59-м профессиональном поединке против Леона Спинкса.
1986 год — Кубок Футбольной лиги, Футбольная ассоциация Англии и Шотландская футбольная ассоциация играют мячом Mitre Delta 1000. До наших дней ни один производитель не повторил такой результат.
1987 год — мяч Mitre становится официальным на чемпионате мира по регби.
1992 год — Mitre становится официальным поставщиком мячей для новообразованной Английской Премьер-лиги с легендарным мячом Ultimax. Это был первый синтетический мяч, и с этого момента мячи, сделанные из кожи, уходят в прошлое. Ultimax является быстрейшим футбольным мячом в мире с достигнутой при технических тестах скоростью в 114 миль в час (приблизительно 183,5 км/ч).
1995 год — компанию Mitre приобрела одна из крупнейших спортивных британских фирм Pentland Group.
2001 год — логотип «Дельта» был изменён на «Комету».
2007 год — запуск революционного мяча Revolve. Впервые каждый футбольный клуб Английской Лиги получает мяч собственной расцветки. Подписаны контракты с клубами «Ипсвич Таун» и «Хаддерсфилд Таун».
2008 год — подписан контракт с игроком сборной Новой Зеландии по регби Люком МакКалистером.
2010 год — запуск нового мяча Tensile, имеющего 10-панельный крой. Подписан контракт с вратарем сборной Австралии по футболу Марком Шварцером.

## Продукция
В данный момент бренд Mitre производит большой ассортимент футбольной и регбийной экипировки, спортивную одежду и обувь для таких видов спорта, как футбол, регби, крикет, нетбол. По производству футбольных мячей компания Mitre занимает третье место в мире после компаний Nike и Adidas. В компании работает ведущий разработчик футбольных мячей Данкан Андерсон.

## Спонсорство
Ниже представлен список команд, ассоциаций и игроков, которые используют экипировку и одежду Mitre:

### Футбол

#### Национальные команды
- Сборная El Salvador

#### Клубы

##### Южная Америка
| - Aldosivi - Арсенал Саранди - Банфилд - Crucero del Norte - Juventud Unida Universitario - San Martín S.J. - Textil Mandiyú - Сантьяго Уондерерс | - Уачипато - La Serena - Ñublense - Curicó Unido - Кобрелоа - Coquimbo Unido - Rangers de Talca - Puerto Montt | - О’Хиггинс - Депортиво Кали - Депортес Толима - Эредиано - Alianza - C.N.I - Серро |

##### Азия
| - Mito HollyHock - Мацумото Ямага | - Tangerang Wolves - Real Mataram | - Bogor Raya F.C. - Hougang United F.C |

##### Европа
| - SønderjyskE - Академия Гленна Ходдла | - Хаддерсфилд Таун - Ипсвич Таун | - Veria FC |

##### Океания
| - Football Federation Victoria - Queensland FA - Sydney United | - Melbourne Knights - Canberra City SC | - Northern Tigers FC - Tuff Cunts FC |

#### Ассоциации
Mitre является официальным поставщиком следующих футбольных ассоциаций:
| - Кубок Футбольной лиги - Футбольная лига Англии - Трофей Футбольной лиги | - Литовская футбольная федерация - Кубок России - Футбольная Федерация Сан-Марино | - Шотландская футбольная ассоциация - Футбольная ассоциация Уэльса - Soccer Comp - Национальная Федерация Панамского Футбола |

#### Игроки
| - Марк Шварцер - Andrew Plummer - Nick Jordan - Nick Jupp | - Tom Smith - Liam O’Brien - Бухлицкий, Андрей Николаевич | - Chad Harpur - Ian Joyce |

### Нетбол

##### Ассоциации
Mitre является официальным поставщиком следующих нетбольных сборных:
- Южная Африка
- Англия

##### Игроки
- Mo’onia Gerrard

### Регби 15

#### Ассоциации
Mitre является официальным поставщиком следующих регбийных ассоциаций:
- Итальянская регбийная федерация

#### Игроки
| - Aaron Liffchak - Peter Bracken - Luke McAlister | - Albert Van den Berg - Johann Muller | - Richard Mustoe - Nick Macleod |